# Hadúr
Hadúr, kort voor Hadak Ura wat Hongaars is voor "krijgsheer" of "legerheer", was de oorlogsgod in de religie van de vroege Hongaren (Magyaren). In de Hongaarse mythologie is Hadúr de derde zoon van Arany Atyácska (gouden vader) en Hajnal Anyácska (dageraad moeder) en was ook smid voor de goden. Hij droeg bepantsering en wapens gemaakt van puur koper, wat zijn heilige metaal is, en hij zou het Zwaard van Attila (Isten kardja) hebben gesmeed, dat ontdekt was door Attila de Hun. Het was een gebruik voor de Hongaren om voor een oorlog of gevecht witte hengsten te offeren voor hem.